# Love Is in the Air (Film)
Love Is in the Air ist eine französische Filmkomödie von Rémi Bezançon aus dem Jahr 2005.

## Handlung
Yann Kerbec kam während eines Fluges zur Welt und seine Mutter verblutete noch an Bord. Dies war rückblickend gesehen für Yann der Beginn seiner Flugangst, die sich auch 20 Jahre später nicht gelegt hat. Sein Vater, der vor kurzem gestorben ist, hat ihm das alte Auto vermacht, mit dem Yann mobil bleibt. Aus seiner Kindheit ist ihm neben zahlreichen Comic-Heften, die er sammelt, nur sein Schulfreund Ludo geblieben, der in den Tag hineinlebt, der wiederum häufig mit einer Schlägerei endet. Wie sein Vater Bestatter zu werden, lehnt Ludo ab. Bei einer Geburtstagsfeier, zu der Ludo sich selbst eingeladen und Yann mitgenommen hat, lernt dieser Charlotte kennen. Er verliebt sich in sie und beide verbringen drei innige Wochen miteinander, bevor Charlotte nach Australien fliegt. Sie bittet ihn, sie zu Weihnachten zu besuchen, doch schafft es Yann nicht, ins Flugzeug einzusteigen. Die Beziehung zu Charlotte zerbricht und Yann hat sich auch zehn Jahre später nicht mit dem Verlust abgefunden. Charlotte bleibt die leider unerreichbare Frau seines Lebens.
Yanns Leben ist dennoch weitergegangen. Er arbeitet als Sicherheitsexperte einer Fluggesellschaft und trainiert Piloten im Flugsimulator in Gefahrensituationen, um zukünftig Abstürze verhindern zu können. Ludo lebt immer noch in den Tag hinein, dies jedoch seit zwei Jahren in Yanns Wohnung, in der er nach einem Rauswurf bei seiner Freundin einfach gestrandet ist. Yann, der nie Nein sagen kann, nahm Ludo auf. Zu den wenigen Regeln, an die sich beide halten, gehört, nichts mit der Nachbarin anzufangen. Diese Regel wird auf die Probe gestellt, als die Beziehungsberaterin Alice in der Nebenwohnung einzieht. Während Yann und auch Alice eigene Beziehungen haben, entwickeln sie doch Sympathie füreinander. Gerade als Yann sich für sie entschieden hat, erfährt er, dass Charlotte wieder in der Stadt ist. Yann ist wie elektrisiert, zumal sie sich nach Ludos Beschreibung kaum verändert hat. Er schreibt ihr einen Liebesbrief, weiß jedoch in dem Moment, als er in den Briefkasten wirft, dass er für Alice mehr empfindet. Er besorgt sich Feuerzeugbenzin und wirft ein brennendes Streichholz in den Briefkasten und ist überzeugt davon, sämtliche Briefe verbrannt zu haben. Obwohl er mit Alice gewettet hat, dass sie nach ihrer letzten Trennung innerhalb weniger Wochen einen neuen Freund haben wird, wobei sie dagegen gehalten hat, lädt er sie zum Essen ein, um ihr seine Liebe zu gestehen. Sie sind kurz vor ihrem ersten Kuss, als Ludo früher als gedacht nach Hause kommt. Anschließend klingelt das Telefon und Charlotte zeigt sich über Yanns Liebesbrief erfreut – während Yann das Feuerzeugbenzin organisiert hat, hat der Postbote den Briefkasten geleert. Alice zieht sich verletzt zurück, zumal sie weiß, dass Yann nicht Nein sagen kann und gegenüber Charlotte erst recht nicht.
Charlotte und Yann werden ein Paar. Nach kurzer Zeit zieht Alice aus, Ludo geht ebenfalls und auch die Comic-Hefte werden von Charlotte entsorgt. Weil Yann nicht Nein sagen kann, steht nach einiger Zeit die gemeinsame Hochzeit bevor. Auf der Arbeit wiederum hat es Yann mal wieder mit Pilot Bruno Castelot zu tun, der bei sämtlichen Tests im Flugsimulator durchfällt. Als er einmal fast sicher gelandet wäre und Yann erfährt, dass die Simulation seine letzte Chance war, eine Pilotenlizenz zu erhalten, tut er so, als ob Bruno den Flug gemeistert hätte. Bei der anschließenden Feier in einem Café trifft Yann Alice wieder, die von seiner bevorstehenden Hochzeit erfährt und sich nach kurzer Zeit wieder verabschiedet. Yann sucht Ludo auf und bittet ihn, sein Trauzeuge zu werden, doch Ludo lehnt ab. Er weiß, dass Yann Charlotte eigentlich nicht liebt und dass Alice wiederum sehr in Yann verliebt ist. Alice ist jedoch aus lauter Verzweiflung nach Papeete gereist. Yann erkennt am Hochzeitstag, dass er dabei ist, einen Fehler zu machen, und er rennt, bereits vor dem Altar, davon. Ludo bringt ihn zum Flughafen und Yann fliegt tatsächlich nach Papeete, auch wenn der Pilot der Maschine prompt Bruno Castelot ist. Kurz vor der Landung gibt es erhebliche Probleme mit dem Flugzeug, so dass Bruno Yann ins Cockpit holen lässt. Als der Kopilot panisch wird, übernimmt Yann seinen Platz. Gemeinsam mit dem besonnen reagierenden Bruno kann er das Flugzeug trotz ausgefallener Triebwerke sicher landen. In Papeete trifft Yann schließlich auf Alice, die ihn glücklich in ihre Arme schließt.

## Produktion
Love Is in the Air war das Langfilm-Regiedebüt von Rémi Bezançon. Der Film wurde in Paris sowie im Département Yvelines gedreht. Die Szenen am Ende des Films entstanden auf den Malediven. Die Kostüme schuf Marie-Laure Lasson, die Filmbauten stammen von Maamar Ech-Cheikh. Die Szenen der Flugsimulation entstanden mithilfe des Programms Microsoft Flight Simulator 2004. Beim Dokumentarfilm über die Kobe-Rinder, den Ludo im Fernsehen sieht, handelt es sich um den Film Bœuf de Kobe – L’enjeu: L’autre Japon aus dem Jahr 1982.
Love Is in the Air lief am 17. Juni 2005 auf dem Festival du film de Cabourg und kam am 7. September 2005 in die französischen Kinos, wo er von fast 364.000 Besuchern gesehen wurde. In Deutschland erschien der Film am 11. Oktober 2007 direkt auf DVD.

## Synchronisation
| Rolle             | Darsteller        | Synchronsprecher  |
| ----------------- | ----------------- | ----------------- |
| Yann Kerbec       | Vincent Elbaz     | Alexander Doering |
| Alice             | Marion Cotillard  | Maud Ackermann    |
| Ludo              | Gilles Lellouche  | David Nathan      |
| Bruno Castelot    | Didier Bezace     | Udo Schenk        |
| Ludos Vater       | Philippe Nahon    | Reinhard Kuhnert  |
| Passagier         | François Levantal | Bernd Vollbrecht  |
| Charlottes Mutter | Marie Rivière     | Helga Sasse       |

## Auszeichnungen
Gilles Lellouche war 2006 für einen César in der Kategorie Bester Nachwuchsdarsteller nominiert.